# آیدین سیارسریع
آیدین سیار سریع (زادهٔ ۱۲ فروردین ۱۳۷۰) نویسنده طنز و فیلم‌نامه‌نویس ایرانی است.
سیارسریع فعالیت طنزنویسی خود را از سایت بازتاب شروع کرد و سپس در مجله خط‌خطی به نوشتن مشغول شد. با انتشار صفحه طنزانه (ضمیمه طنز روزنامه قانون) با طنزهای سیاسی‌اش به شهرت رسید. همچنین در روزنامه‌های شهروند، مردم امروز، هفته‌نامه صدا ستون طنز داشته‌است. در دوره دوم انتشار ضمیمه طنز قانون (بی‌قانون) نیز با این روزنامه همکاری کرده‌است. وی پس از توقیف روزنامه قانون به نوشتن فیلمنامه کمدی روی آورد که نتیجه آن فیلم سینمایی  مارموز ساخته کمال تبریزی بود.

## آثار
- جلد سفید، نشر آمه، ۱۳۹۳ (مجموعه طنزهای سیاسی)
- ژاژنامه، انتشارات کوله‌پشتی، ۱۳۹۶ (داستان طنز مصور)
- چرتوپیا، تاریخ زوال یک اتوپیا، نشر دیجیتال طاقچه، ۱۳۹۷ (داستان طنز)
- مارموز، ۱۳۹۷ (فیلمنامه)